# Дида
Нелсон де Жезус Силва (порт. Nélson de Jesus Silva; Ирара, 7. октобар 1973), познат као Дида, бивши је бразилски фудбалски голман.
Био је голман италијанског Милана од 2000. до 2010. године и са њима је освојио две Лиге шампиона (2003, 2007). У финалу 2003. против Јувентуса је одбранио три пенала - Давиду Трезегеу, Марселу Залајети и Паолу Монтеру. Са клубом са Сан Сира освојио је једном Серију А, Куп Италије, Светско клупско првенство а два пута је био освајач Суперкупа Европе. На 302 утакмице сачувао је чак 132 пута мрежу.
Са репрезентацијом Бразила је освојио Светско првенство 2002. у Јапану и Јужној Кореји. Био је учесник још два Мундијала, 1998. у Француској када је Бразил поражен у финалу од домаћина и 2006. у Немачкој када су испали у четвртфиналу. Само на Мундијалу у Немачкој је био стартни голман. Са Бразилом је освојио и трофеј Копа Америка 2002. и два Купа конфедерација (1997, 2005).

## Успеси

### Клупски
Крузеиро
- Куп Бразила: 1996.
- Копа либертадорес: 1997.

Коринтијанс
- Серија А: 1999.
- Светско клупско првенство: 2000.
- Турнир Рио-Сао Пауло: 2002.
- Куп Бразила: 2002.

Милан
- Лига шампиона: 2002/03, 2006/07.
- Серија А: 2003/04.
- Куп Италије: 2002/03
- Суперкуп Италије: 2004.
- УЕФА Суперкуп: 2003, 2007.
- Светско клупско првенство: 2007.

### Репрезентативни
Бразил млади
- Јужноамеричко првенство до 20 година: 1992.
- Светско првенство до 20 година: 1993.

Бразил сениори
- Копа Америка: 1999.
- Светско првенство: 2002.
- Куп конфедерација: 1997, 2005.